# Beast (videojoc)
El Beast (Bèstia en català) és un videojoc basat en caràcters ASCII desenvolupat el 1984 per Dan Baker, Alan Brown, Mark Hamilton i Derrick Shadel.

## Introducció
L'objectiu d'aquest joc tipus arcade és sobreviure un nombre de nivells aixafant les bèsties, representades amb el caràcter H, utilitzant blocs que es poden moure. A cada moviment, les bèsties s'acosten cada cop més a la posició del jugador, que és representat amb un caràcter amb forma de diamant. Als nivells del principi només hi ha bèsties comuns ("H"), però a partir del nivell H i superiors apareixen "super bèsties", representades amb un caràcter de "doble H", considerablement més difícils de matar perquè s'han d'aixafar contra blocs estàtics. Al nivell P s'introdueixen els ous que al principi del nivell estan en un estat latent, però amb el temps les "bèsties desclosades" surten dels ous. Aquest darrer tipus de bèstia és el més difícil perquè també poden moure blocs igual que el jugador, però són tan fàcils de matar com les bèsties normals.

## Controls
A la pantalla principal els jugador pot prémer F1 per a veure les puntuacions, F2 per seleccionar la velocitat del joc i F10 per sortir del joc. La selecció del nivell de dificulats es fa prement qualsevol tecla de l'alfabet anglès (de la A a la Z). Els nivells de la L a O tenen paràmetres que el jugador pot modificar. Prement la barra espaiadora a la pantalla principal fa començar el joc al nivell seleccionat, o bé al nivell E per defecte si no se n'ha escollit cap. Un cop el joc ha començat el jugador pot controlar el caràcter en forma de diamant prement les tecles del cursos o bé amb el teclat numèric tant per moure com per empènyer o estirar blocks. Per empènyer un bloc, simplement s'ha de moure cap aquest. Per estirar-lo el jugador s'ha de posar al costat del bloc i deixar premuda la barra espaiadora mentre es mou a una posició buida. Només es permet estirar blocs ens els nivells més fàcils (A-I). Si s'utilitza el teclat numèric per moure's aleshores és possible anar a totes les vuit direccions sense combinar tecles del cursor. Si es prem la tecla F10 durant el joc es torna immediatament a la pantalla principal.
Si a la pantalla principal esprem la tecla 2, aleshores dos jugadors poden jugar alhora. El segon jugador controla el seu caràcter amb les tecles WASD.
Al Beast hi ha dos tipus de blocs: els blocs normals de color verd i els blocs estàtics de color groc. Mentre els blocs nomals es poden moure, els blocs de color groc no es poden ni empènyer ni estirar. Aquests blocs estàtics es converteixen en blocs "explosius" a partir de nivells avançats. Això significa que el jugador perd una vida si es mou cap a un d'aquests blocs.

## Estratègies
La manera més normal de matar les bèsties és aixafant-les entre un bloc i algun altre objecte, que pot ser fins i tot una altra bèstia. Una altra manera és atrapant les bèsties que eventualment explotaran.

### Bèsties normals (H)
Aquestes bèsties es derroten aixafant-les entre dos blocs. El jugador hauria de fer una trampa empenyent blocs a la posició idònia i aleshores amagar-se darere la trampa. Aquestes bèsties es poden aixafar contra qualsevol bloc, estàtic o no. De manera alternativa, el jugador pot atrapar completament la bèstia de manera que aquesta explota, però aquesta manera, tot i que es podria considerar divertida, és menys efectiva.

### Super bèsties (doble H)
Aquestes bèsties només es poden derrotar aixafant-les contra un bloc estàtic o bé atrapant-les, de manera que no es poden aixafar entre dos blocs normals. És recomanable que el jugador tingui prioritat en derrotar primer aquestes bèsties, ja que són més difícil. Quan s'atrapa una "super bèstia", aquesta explota i sorgeixen 5 bèsties normals. La millor manera de desfer-se d'aquestes bèsties "nadó" és assegurant-se que la parent de blocs al seu voltant és suficientment àmple de manera que no puguin escapar i fent que "neixin" atrapades.

### Bèsties desclosades
Aquestes bèsties s'assemblen molt al jugador en que poden moure blocs i poden ser aixafades. Les úniques avantatges del jugador respecte a aquestes bèsties és una velocitat de moviment superior i amb sort més enginy. Tot i que aquests enemics no cal que se'ls aixafi amb un bloc estàtic, la clau és amagar-se darrere d'un bloc d'aquests amb suficient espai rere el jufador, perquè no l'aixafin, i esperar que la bèstia s'acosti al costat del bloc estàtic. Si el jugador és capaç d'atreure la bèstia de manera adequada, hauria de poder ser capaç d'aixafar-lo contra el bloc estàtic. Tot i que les bèsties desclosades són considerades les més difícils, també poden ser d'ajuda perquè qualsevol bèstia atrapada entre qualsevol cosa i els blocs que les bèsties desclosades estrenyin també quedaran aixafades.

### Ous
Tot i que els ous són fàcils d'aixafar, haurien de ser la primera prioritat. Quan aquesta ja s'han covat en surten bèsties desclosades, que són les bèsties més difícils del joc. En nivells avançats (del nivell P a endavant), és impressindible eliminar primer els ous si es vol guanyar, ja que hi ha tants ous que el jugador quedarà inevitablement aixafant per l'exèrcit de bèsties desclosades si no es pren precaució per avançat. Els ous no es poden aixafar contra un altre ou o cap bèstia de qualsevol tipus.

## Els nivells
El nivell per defecte és el E. Es pot canviar el nivell de dificultat des de la pantalla principal prement qualsevol tecla de l'alfabet (A-Z).

### Fàcil
- Nivells a guanyar: 2

| Nivell | Es poden estirar blocs | La velocitat augmenta | Blocs explosius | Proporció de super bèsties | Ous | Velocitat de cova | Nombre de bèsties a l'inici |
| A      | Sí                     | No                    | No              | Cap                        | 0   | 0                 | 1                           |
| B      | Sí                     | No                    | No              | Cap                        | 0   | 0                 | 2                           |
| C      | Sí                     | No                    | No              | Cap                        | 0   | 0                 | 3                           |

### Novell
- Nivells a guanyar: 3

| Nivell | Es poden estirar blocs | La velocitat augmenta | Blocs explosius | Proporció de super bèsties | Ous | Velocitat de cova | Nombre de bèsties a l'inici |
| D      | Sí                     | No                    | No              | Cap                        | 0   | 0                 | 3                           |
| E      | Sí                     | No                    | No              | Cap                        | 0   | 0                 | 4                           |
| F      | Sí                     | Sí                    | No              | Cap                        | 0   | 0                 | 4                           |
| G      | Sí                     | Sí                    | No              | None                       | 1   | 60                | 4                           |

### Difícil
- Nivells a guanyar: 6

| Nivell | Es poden estirar blocs | La velocitat augmenta | Blocs explosius | Proporció de super bèsties | Ous | Velocitat de cova | Nombre de bèsties a l'inici |
| H      | Sí                     | Sí                    | No              | 1 per 8                    | 0   | 0                 | 4                           |
| I      | Sí                     | Sí                    | No              | 1 per 8                    | 1   | 60                | 4                           |
| J      | No                     | Sí                    | No              | 1 per 8                    | 2   | 60                | 4                           |
| K      | No                     | Sí                    | No              | 1 per 8                    | 3   | 60                | 4                           |

### Definits pel jugador
- Nivells a guanyar: X

| Nivell | Es poden estirar blocs | La velocitat augmenta | Blocs explosius | Proporció de super bèsties | Ous | Velocitat de cova | Nombre de bèsties a l'inici |
| L      | Sí/No                  | Sí/No                 | Sí/N            | X                          | X   | X                 | X                           |
| M      | Sí/No                  | Sí/No                 | Sí/No           | X                          | X   | X                 | X                           |
| N      | Sí/No                  | Sí/No                 | Sí/No           | X                          | X   | X                 | X                           |
| O      | Sí/No                  | Sí/No                 | Sí/No           | X                          | X   | X                 | X                           |

### Avançat
- Nivells a guanyar: 9

| Nivell | Es poden estirar blocs | La velocitat augmenta | Blocs explosius | Proporció de super bèsties | Ous | Velocitat de cova | Nombre de bèsties a l'inici |
| P      | No                     | Sí                    | Sí              | 1 per 8                    | 5   | 50                | 4                           |
| Q      | No                     | Sí                    | Sí              | 1 per 8                    | 6   | 50                | 4                           |
| R      | No                     | Sí                    | Sí              | 1 per 4                    | 7   | 50                | 4                           |
| S      | No                     | Sí                    | Sí              | 1 per 4                    | 8   | 50                | 4                           |

### Expert
- Nivells a guanyar: 15

| Nivell | Es poden estirar blocs | La velocitat augmenta | Blocs explosius | Proporció de super bèsties | Ous | Velocitat de cova | Nombre de bèsties a l'inici |
| T      | No                     | Sí                    | Sí              | 1 per 8                    | 8   | 45                | 4                           |
| U      | No                     | Sí                    | Sí              | 1 per 8                    | 9   | 45                | 5                           |
| V      | No                     | Sí                    | Sí              | 1 per 4                    | 10  | 35                | 5                           |
| W      | No                     | Sí                    | Sí              | 1 per 4                    | 10  | 30                | 6                           |

### Professional
- Nivells a guanyar: 20

| Nivell | Es poden estirar blocs | La velocitat augmenta | Blocs explosius | Proporció de super bèsties | Ous | Velocitat de cova | Nombre de bèsties a l'inici |
| X      | No                     | Sí                    | Sí              | 1 per 4                    | 10  | 20                | 6                           |
| Y      | No                     | Sí                    | Sí              | 1 per 2                    | 10  | 15                | 6                           |
| Z      | No                     | Sí                    | Sí              | Totes                      | 20  | 15                | 2                           |